# Маминвил (Тенеси)
Маминвил (енгл. McMinnville) град је у америчкој савезној држави Тенеси.

## Демографија
По попису из 2010. године број становника је 13.605, што је 856 (6,7%) становника више него 2000. године.
| Група             | 2000.          | 2010.          |
| Белци             | 11.101 (87,1%) | 11.038 (81,1%) |
| Афроамериканци    | 529 (4,1%)     | 582 (4,3%)     |
| Азијати           | 119 (0,9%)     | 127 (0,9%)     |
| Хиспаноамериканци | 868 (6,8%)     | 1.627 (12,0%)  |
| Укупно            | 12.749         | 13.605         |